# Jeanne Bates
Jeanne Bates (21 de mayo de 1918 – 28 de noviembre de 2007 en Berkeley, California) fue una actriz estadounidense de cine, televisión y radio.

## Carrera
Luego de hacer una carrera en seriales para radio, firmó un contrato con Columbia Pictures en 1942 para actuar en películas de horror y cine negro, entre las que destacan El regreso del vampiro (1943) y Shadows in the Night (1946). A finales de su carrera, Bates colaboró con el reconocido director David Lynch en las películas Eraserhead (1977) y Mulholland Drive (2001), siendo esta última su aparición final en el cine antes de su muerte en el año 2007 a causa de cáncer de seno.

## Filmografía seleccionada
| - 1943 - The Chance of a Lifetime - 1943 - The Return of the Vampire - 1943 - The Phantom - 1944 - The Racket Man - 1944 - Hey, Rookie - 1944 - The Black Parachute - 1944 - Shadows in the Night - 1944 - The Soul of a Monster - 1944 - It's Murder - 1945 - Sundown Valley - 1946 - The Mask of Diijon - 1952 - Paula - 1954 - Sabaka | - 1956 - Tension at Table Rock - 1970 - Suppose They Gave a War and Nobody Came - 1977 - Eraserhead - 1977 - Poco... Little Dog Lost - 1986 - Touch and Go - 1989 - From the Dead of Night - 1990 - Die Hard 2 - 1990 - Silent Night, Deadly Night 4: Initiation - 1991 - Wild Orchid II: Two Shades of Blue - 1991 - Grand Canyon - 1994 - Dream Lover - 2001 - Mulholland Drive |